# Подрез, Сергей Иванович
Сергей Иванович Подрез (род. 5 февраля 1971) — российский легкоатлет, специалист по барьерному бегу и спринту. Выступал за сборную России по лёгкой атлетике в 1990-х годах, чемпион России, многократный победитель и призёр первенств всероссийского значения, участник Игр доброй воли в Санкт-Петербурге и Всемирной Универсиады в Фукуоке. Представлял Воронежскую область. Преподаватель физической культуры.

## Биография
Сергей Подрез родился 5 февраля 1971 года. Занимался лёгкой атлетикой в Воронеже, выступал за добровольное спортивное общество «Трудовые резервы» и Профсоюзы. В 1994 году окончил Воронежский филиал Московского областного государственного института физической культуры.
Первого серьёзного успеха на всероссийском уровне добился в сезоне 1994 года, когда на чемпионате России в Санкт-Петербурге превзошёл всех соперников в зачёте бега на 400 метров с барьерами и завоевал золотую награду. Попав в состав российской сборной, выступил на Играх доброй воли в Санкт-Петербурге, где в той же дисциплине финишировал седьмым.
В 1995 году на чемпионате России в Москве с личным рекордом 49,87 выиграл серебряную медаль в 400-метровом барьерном беге, уступив на финише только Руслану Мащенко. Будучи студентом, представлял страну на Всемирной Универсиаде в Фукуоке, но здесь сошёл с дистанции уже на предварительном квалификационном этапе.
В 1996 году на Кубке Европы в Мадриде вместе с соотечественниками Иннокентием Жаровым, Сергеем Ворониным и Дмитрием Косовым занял четвёртое место в эстафете 4 × 400 метров. Позднее в беге на 400 метров с барьерами стал седьмым на Мемориале братьев Знаменских в Москве, получил серебро на чемпионате России в Санкт-Петербурге.
В 1997 году в беге с барьерами на 400 метров победил на международном старте в Риге, был вторым на чемпионате России в Туле.
В 1998 году в той же дисциплине превзошёл всех соперников на Мемориале Владимира Куца в Москве.
В 1999 году был лучшим в беге на 300 метров на Рождественском кубке в Москве, завоевал серебряную награду на дистанции 400 метров на зимнем чемпионате России в Москве.
В 2000 году помимо прочего стартовал на зимнем чемпионате России в Волгограде и на летнем чемпионате России в Туле. По окончании сезона завершил спортивную карьеру.
Впоследствии работал преподавателем физической культуры в Воронежском филиале Ростовского государственного университета путей сообщения.